# Joséphine Baker
Joséphine Baker, pseudonimo di Freda Josephine Baker, nata McDonald (Saint Louis, 3 giugno 1906 – Parigi, 12 aprile 1975), è stata una cantante, danzatrice, militare e attivista statunitense naturalizzata francese.
Di origine afroamericana, è considerata come la prima celebrità nera e tra le più acclamate vedette di Parigi. Ottenne la nazionalità francese nel 1937 e, nel corso della Seconda guerra mondiale, ebbe un ruolo importante nel controspionaggio francese della Francia Libera. Nel 1946 le fu assegnata la medaglia della Resistenza francese. Il 18 agosto 1961, nel parco del castello des Milandes in Dordogna residenza di Joséphine Baker, Charles de Gaulle le conferì la più alta onorificenza dello Stato francese: la Legion d'onore. Insieme a questa le fu anche conferita la Croix de guerre.
In seguito usò la sua grande popolarità nella lotta contro il razzismo e a favore dell'emancipazione dei neri, in particolare sostenendo, negli Stati Uniti, il movimento per i diritti civili. Nel 1963, durante la marcia su Washington per il lavoro e la libertà, fu al fianco di Martin Luther King sul palco del Lincoln Memorial dove tenne un proprio discorso.
Nel 2021, a quasi cinquant'anni dalla sua morte, è stata ammessa tramite una sepoltura simbolica al Pantheon di Parigi, diventando la sesta donna e la prima donna nera a entrare nel "tempio" repubblicano.

## Biografia

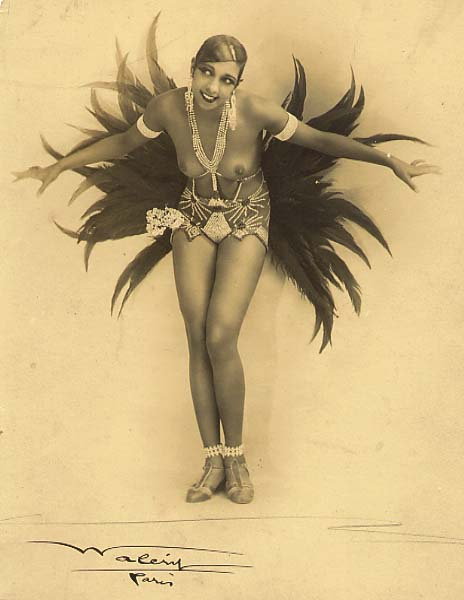
Joséphine Baker in La revue des revues 1927

Nata Freda Josephine McDonald a St. Louis, Josephine Baker crebbe in un quartiere eterogeneo e a basso reddito. A otto anni iniziò a lavorare per aiutare a sostenere la sua famiglia e a dodici anni abbandonò la scuola per lavorare a tempo pieno. A tredici anni Josephine incontrò al Club dove lavorava come cameriera, quello che diventò il suo primo marito.

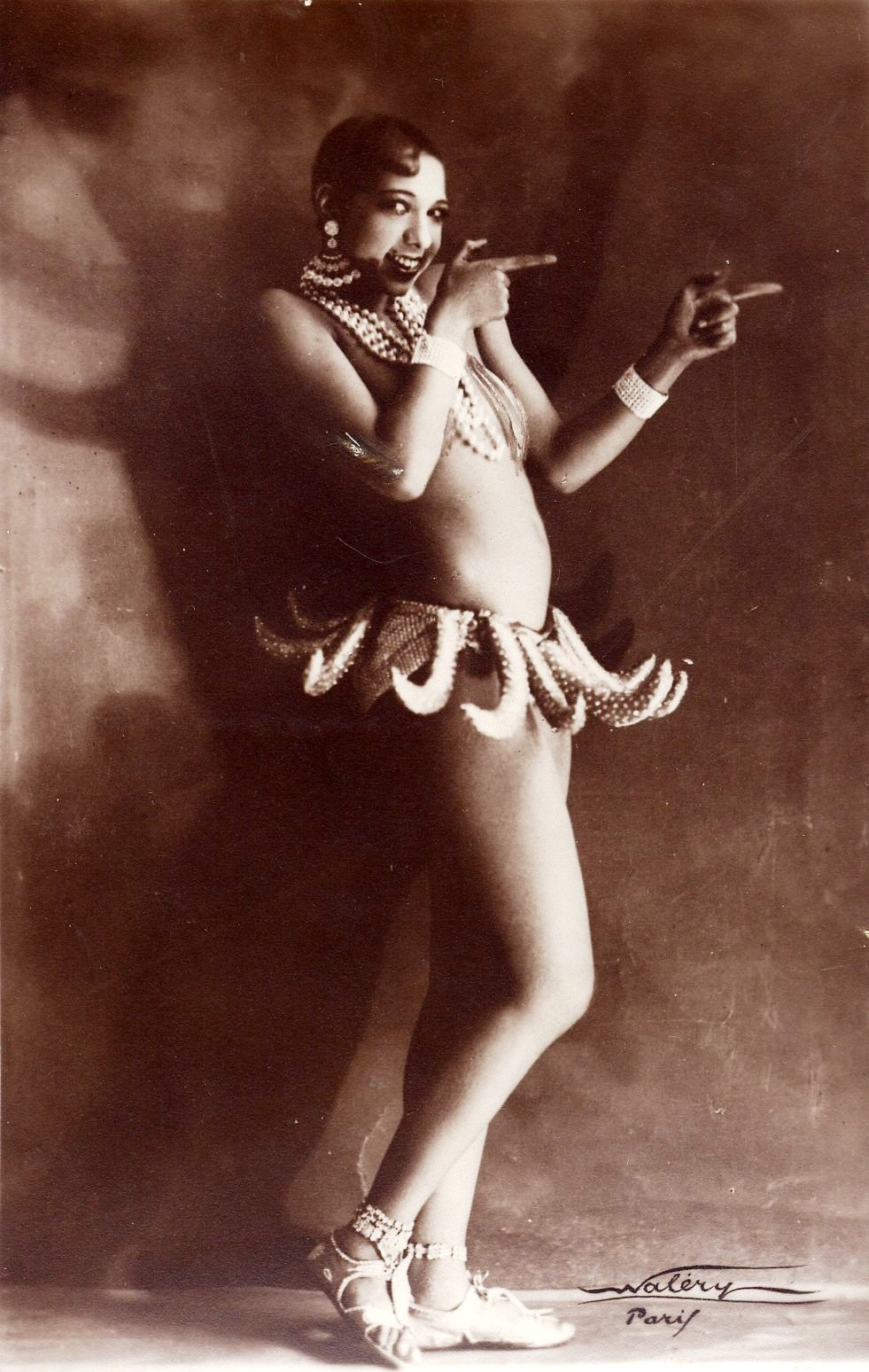
Joséphine Baker in La revue des revues, 1927

### L'artista
Dopo un'infanzia difficile e il matrimonio all'età di 13 anni, subito naufragato, Freda Josephine Baker abbandonò la famiglia nel 1920. Risparmiando, riuscì ad acquistare il biglietto per assistere agli spettacoli del Boxer Washington Theatre, riservato ai soli neri. Qui maturò il suo amore per il ballo e il canto finché, con grande difficoltà, un giorno riuscì a convincere il direttore del teatro a farle un provino. Iniziò così la carriera di ballerina nei piccoli teatri di Saint Louis. Successivamente prenotò un viaggio di sola andata per New York, dove finì per lavorare come sarta nel backstage per la rivista Shuffle Along. Quando un membro del coro si ammalò, Baker intervenne come sostituta. Dopo il successo dello spettacolo, ottenne un ruolo nel musical di Broadway del 1924 The Chocolate Dandies.
Il 2 ottobre 1925 giunse in Europa con la "Revue nègre" al Théâtre des Champs-Élysées, di cui divenne in breve tempo la prima ballerina. La sua bellezza di donna e la sua bravura di artista divennero celeberrime a Parigi, tanto che il teatro registrò costantemente il tutto esaurito. Nei suoi spettacoli e nelle sue canzoni (alcune delle quali, come La canne à sucre, sono molto note) unì il gusto piccante e ricercato del varietà francese al folklore della musica africana.
Vestita solo di un gonnellino di sedici banane (un costume inventato per lei dal costumista austriaco Paul Seltenhammer che sarebbe divenuto inoltre un'icona di inizio Novecento e della vita parigina in particolare), scatenata nel più pazzo charleston (una musica allora ancora sconosciuta in Europa), Josephine Baker incarnò una delle immagini tipiche degli anni 1920. La passionalità delle sue interpretazioni ed il sincero interesse per l'arte popolare le impedirono di cadere nell'esotismo di maniera e suscitarono l'entusiasmo dei parigini per il jazz e le musiche nere. La leggenda narra che più di 1500 uomini chiesero la sua mano.
A quell'epoca incontrò Georges Simenon, che divenne suo amante.

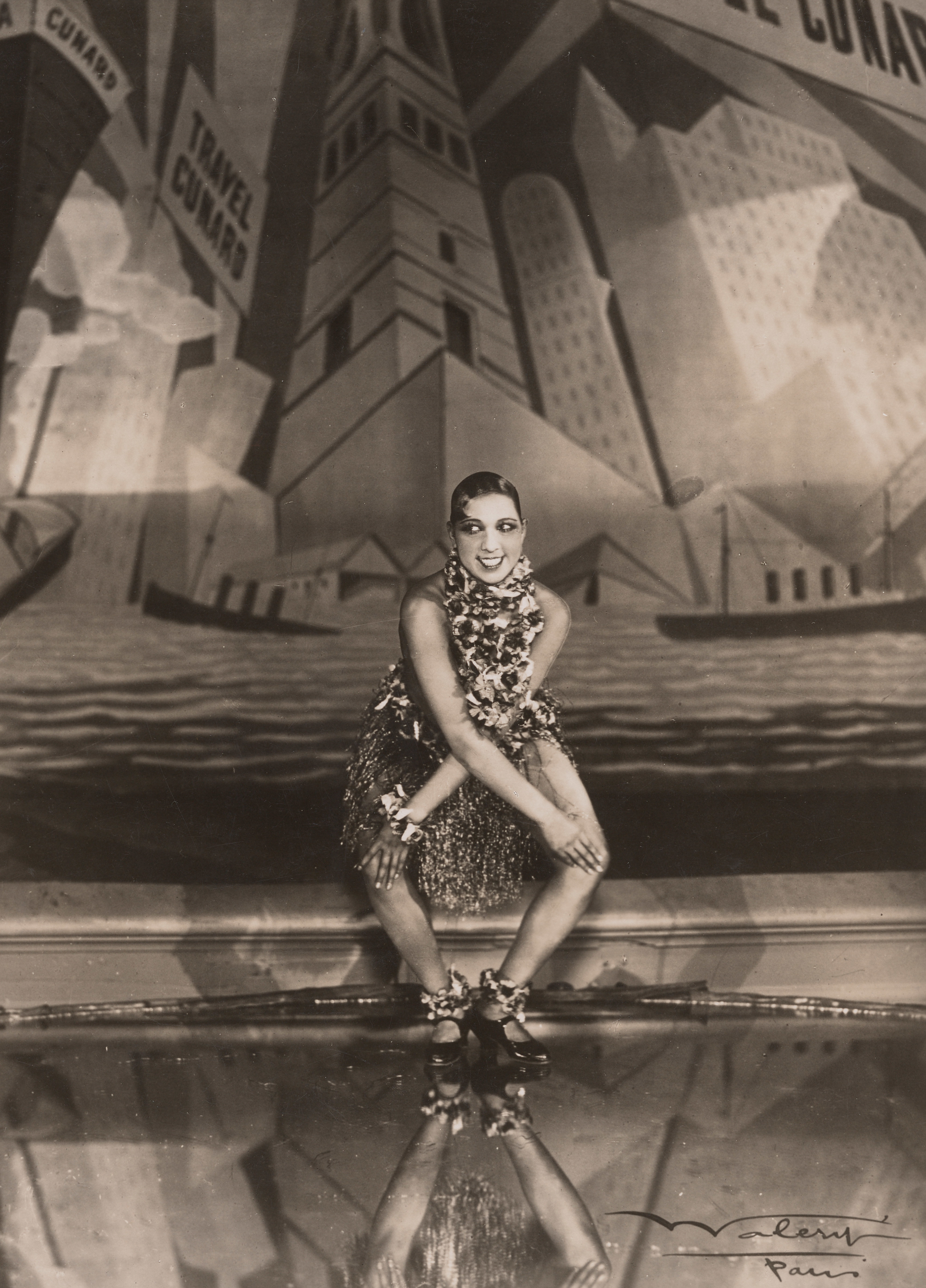
Joséphine Baker mentre balla il charleston alle Folies Bergère di Parigi in La revue nègre nel 1926

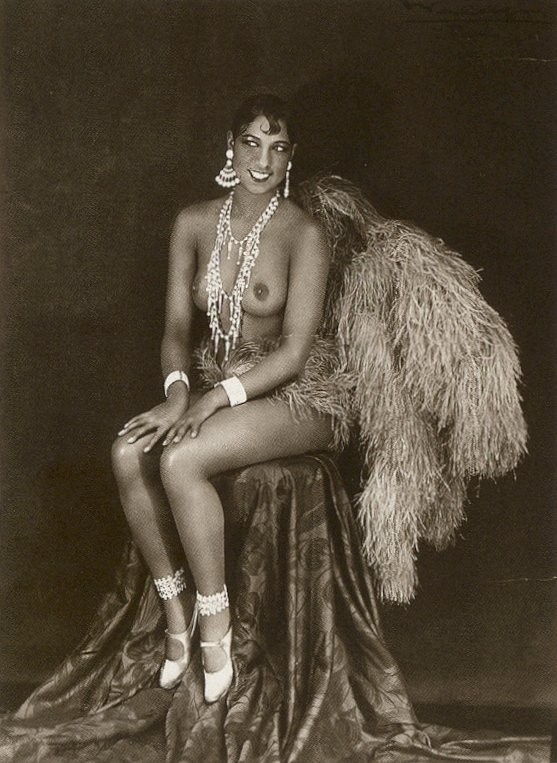
In costume burlesque nel 1927

Dopo una tournée in Europa, Josephine Baker iniziò a rappresentare la revue delle Folies Bergère del 1927 accompagnata da un ghepardo, che terrorizzò l'orchestra e fece fremere di paura il pubblico. Nel 1927 la giovane celebrità si lanciò nella canzone. In questo periodo fu seguita da Giuseppe Abatino, suo impresario e amante per circa dieci anni. Nel 1931 ottenne un indimenticabile successo con la canzone J'ai deux amours, composta da Vincent Scotto.
Alcuni cineasti, come Marc Allégret, le proposero anche qualche ruolo cinematografico. I suoi due principali film furono Zouzou (1934) e La principessa Tam Tam (1935), ma non incontrarono il successo di pubblico sperato. Invece sui palcoscenici del music-hall riuscì a fare ombra alla celebre Mistinguett. La sua tournée del 1936 negli Stati Uniti non incontrò un grande successo. L'America era scettica e le rimproverava di parlare talvolta in francese, o in inglese con accento francese. Rientrata in Europa, ottenne la nazionalità francese nel 1937 sposando Jean Lion, cittadino francese. Il matrimonio durò soltanto due anni.
Nello stesso anno pubblicò La conga blicoti, inserita nel 2011 nella colonna sonora del film Midnight in Paris di Woody Allen.

### Agente del controspionaggio
Allo scoppio della seconda guerra mondiale, quando nel 1940 la Francia cadde sotto l'occupazione nazista, Josèphine si rifiutò di fuggire. Cittadina francese dal 1937, decise di usare la sua fama come arma contro il nazismo al servizio della sua nuova patria. Attraverso l’amicizia con Jacques Abtey, ufficiale del controspionaggio francese, Baker fu reclutata come informatrice. Il suo status di star le permetteva di muoversi liberamente, frequentando ricevimenti e ambasciate dove poteva carpire conversazioni cruciali senza destare sospetti. Per questo motivo, frequentò l'alta società parigina, poi si mobilitò a favore della Croce Rossa. Dopo la Campagna di Francia, il 24 novembre 1940 si arruolò nei servizi segreti della Francia libera, sempre avendo come tramite il comandante Abtey, che restò suo ufficiale di collegamento fino alla Liberazione, in Francia e poi in Marocco, allora centro di attività dell’intelligence alleata.
Durante la guerra si fece carico di missioni importanti, annotando informazioni militari e politiche su foglietti che nascondeva negli spartiti musicali o addirittura cuciti nei suoi abiti e biancheria intima, sicura che i tedeschi non l’avrebbero mai perquisita. Si spostava tra la Francia di Vichy, il Portogallo, la Spagna e il Marocco, portando informazioni cruciali ai britannici e ai servizi della Francia Libera. Una delle operazioni più delicate fu il trasferimento di notizie sui piani dell’Asse nel Nord Africa. Le informazioni raccolte da Josèphine furono utilizzate nella preparazione dell'Operazione Torch, lo sbarco alleato in Marocco e Algeria nel 1942.
In Marocco, grazie al supporto di Ahmed Belbachir Haskouri, un potente membro della corte reale, sviluppò una rete grazie alla quale ottenne passaporti spagnoli e marocchini per gli ebrei in fuga dalle persecuzioni naziste che si dirigevano verso la zona spagnola. I passaporti venivano rilasciati attestando che gli ebrei dell'Europa orientale erano ebrei marocchini, consentendo così a molti di fuggire in America Latina. Nel 1941 si ammalò gravemente. Malgrado mesi di ricovero, continuò a fornire supporto logistico e informativo dalla sua residenza a Marrakech, trasformata in rifugio per agenti e rifugiati.
In seguito fu ingaggiata dal servizio femminile inquadrato nell'Armée de l'air e sbarcò a Marsiglia nell'ottobre 1944. Alla Liberazione si esibisce per le truppe alleate in Germania e Italia, diventando simbolo della vittoria. Al termine del conflitto, raggiunto il grado di capitano, fu decorata con la Legion d'onore da Charles De Gaulle.

### Dopo la guerra

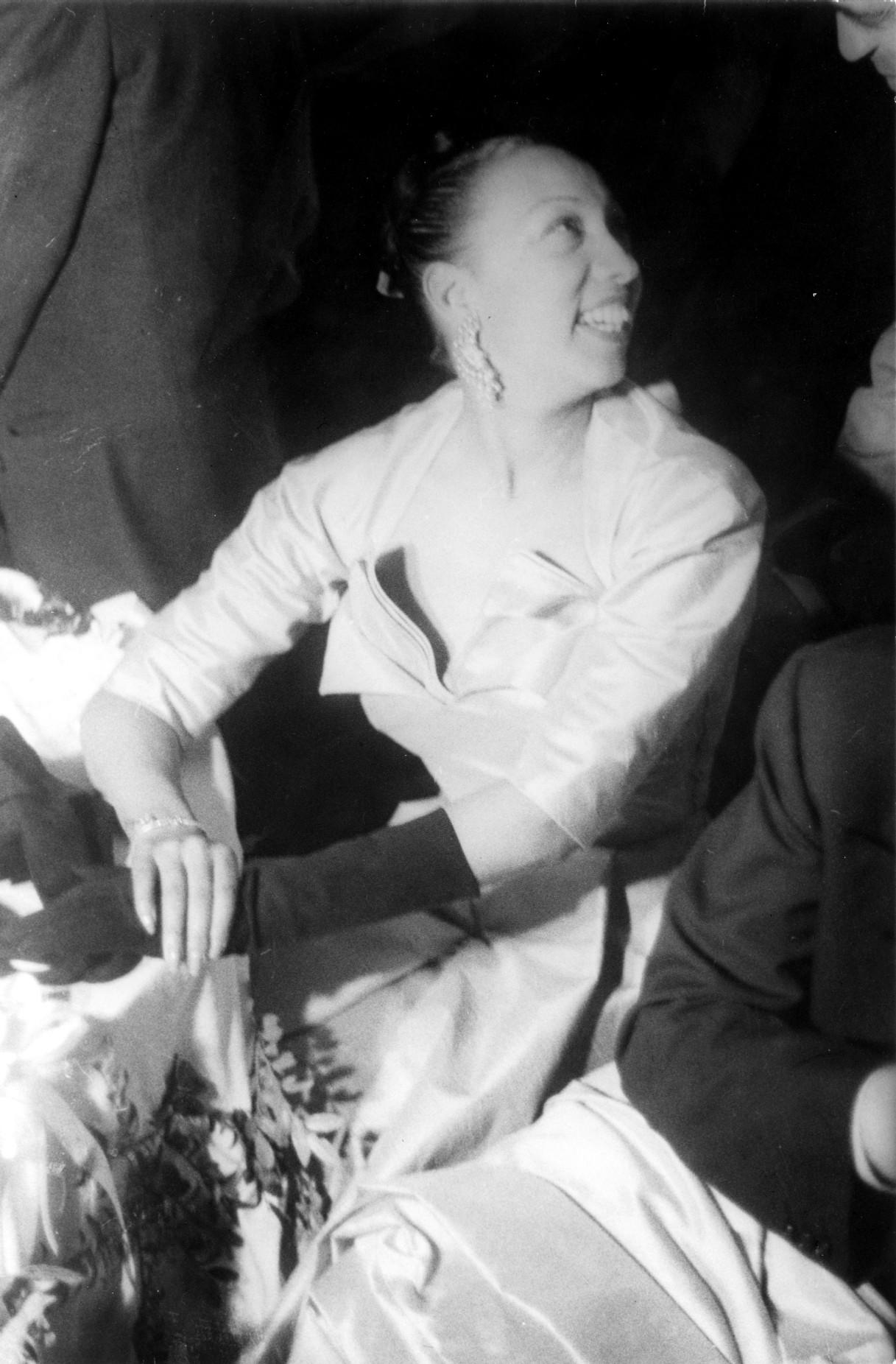
Josephine Baker nel 1951

### L'incidente allo Stork Club
Il 16 ottobre 1951, la star  del musical South Pacific, Roger Rico, e sua moglie accompagnarono Josephine Baker e un’altra ospite, Bessie Buchanan, al prestigioso Stork Club di New York per una cena. Una volta seduti, Baker ordinò una bistecca. Passò quasi un’ora senza che venisse servito nulla e, secondo quanto riferito dalla signora Rico, nessun cameriere, nemmeno quello che aveva preso l’ordinazione, si avvicinava al loro tavolo fingendo di non sentire quando il marito li chiamava. Dopo diversi tentativi, riuscirono a far tornare il cameriere e gli chiesero della bistecca ordinata da Baker. Lui rispose che non ne avevano. Chiesero allora del cocktail di granchio, ma fu riferito che anche quello era finito. Infine, chiesero del vino e il cameriere disse che lo stavano ancora cercando. Quando provarono a ordinare altro, il cameriere si allontanò nuovamente.
Baker e Rico lasciarono il tavolo per telefonare al suo avvocato e alla polizia. Al ritorno, un cameriere si presentò per prendere una nuova ordinazione. Secondo quanto raccontato da Buchanan, "dopo un’ulteriore lunga attesa, portarono finalmente una bistecca. Ma a quel punto eravamo tutti così a disagio che Baker si rifiutò di mangiare e ce ne andammo."
Baker presentò un reclamo alla polizia di New York per l’accaduto. L’NAACP sostenne la sua protesta, organizzando una manifestazione con numerosi personaggi famosi davanti allo Stork Club. Il segretario esecutivo dell’organizzazione, Walter White, si rivolse all’FBI, inviando un telegramma a J. Edgar Hoover in cui chiedeva che intervenisse contro la discriminazione subita da Baker, sottolineando che episodi del genere "danno argomenti ai comunisti e ai nemici della democrazia." La risposta di Hoover fu: "Non considero questa faccenda di mia competenza."

Grace Kelly, che si trovava seduta poco distante, assistette a tutta la scena. Josephine Baker era una figura nota a livello internazionale, e Kelly comprese bene a chi veniva negato il servizio. Quando divenne evidente che Baker non sarebbe stata servita, Kelly si alzò, la prese sottobraccio e lasciò il locale insieme a tutto il suo gruppo. Dichiarò che non avrebbe mai più messo piede lì. Da quel momento in poi, tra Kelly e Baker nacque una profonda amicizia. Anche dopo il matrimonio di Grace con il Principe Ranieri III, la loro amicizia rimase inalterata.

#### Le accuse, le minacce e l'allontanamento dagli Stati Uniti
Josephine Baker ricevette minacce a seguito dell’episodio accaduto allo Stork Club. Secondo quanto riportato dal Chicago Defender, alcune persone la avvertirono che, se avesse insistito con la sua denuncia contro il locale, avrebbe rischiato la cancellazione dei suoi contratti, l’espulsione dagli Stati Uniti e, forse, la fine della sua carriera. La risposta di Baker fu ferma: "Sono pronta a sacrificare la mia carriera per un principio. Se dovrò lasciare questo paese, lo farò con la mia dignità e quella della mia gente intatte."
La sua indignazione, però, non si limitò al trattamento ricevuto nello storico club newyorkese. Il giornalista e opinionista Walter Winchell, figura molto nota all’epoca, si trovava nel locale quella stessa sera. Non è chiaro se fosse al corrente di quanto stesse accadendo a Baker, ma lei lo criticò pubblicamente per non aver preso posizione o offerto supporto. Winchell inizialmente si difese affermando di aver lasciato il locale prima che si verificassero i fatti. Poco dopo, però, Winchell che dall'anno prima aveva sposato la campagna di Joseph McCarthy contro il comunismo, iniziò ad attaccare Baker nei suoi articoli.
In uno dei suoi articoli, riportò un vecchio articolo del 1935 dell’Associated Press in cui si citava un presunto sostegno di Baker all’invasione dell’Etiopia da parte di Mussolini. Diffuse anche la voce secondo cui, alludendo a Baker, una delle persone coinvolte nel reclamo contro lo Stork Club, insieme al marito, avrebbe partecipato e fomentato i disordini legati ai concerti di Paul Robeson, arrivando a definirla "istigatrice di rivolte".
In un’altra occasione, citò un editoriale del Pittsburgh Courier che definiva l’intera vicenda "il caso di ‘discriminazione’ più debole mai registrato", suggerendo che tutto fosse stato ingigantito e che avrebbe potuto giovare solo a interessi stranieri ostili. Il 5 novembre, dopo la partenza di Baker dagli Stati Uniti, Winchell scrisse che funzionari governativi stavano monitorando i suoi spostamenti, nel caso tentasse di rientrare nel paese. Il suo visto fu revocato e l'FBI, un tempo beneficiaria di informazioni facilitate dall'attività durante la guerra di Baker per la Resistenza, aprì un dossier su di lei.

### Il ritorno in Francia
Nel 1955 amplificò in Europa l'ondata d'indignazione sollevatasi in America per la morte del giovane afroamericano Emmett Till, seguita dal rilascio dei due assassini, che dopo il giudizio espressero ciniche dichiarazioni, una volta assicuratisi dell'impunità. Il 6 marzo 1960 fu iniziata in massoneria nella loggia La nouvelle Jérusalem appartenente alla Grande Loggia Femminile di Francia, ma passò poi nell'Ordine massonico Le Droit Humain.

### Il sostegno a Martin Luther King
Il 28 agosto 1963, quando Martin Luther King pronunciò il discorso I have a dream durante la marcia su Washington per il lavoro e la libertà, lei fu al suo fianco con l'uniforme dell'aeronautica francese e saranno, insieme a Daisy Bates, le uniche donne a tenere un discorso dal Lincoln Memorial.

### Le difficoltà finanziarie
Verso la metà degli anni '60, Joséphine esaurì l'intero patrimonio accumulato negli anni e il Castello des Milandes fu pignorato. In suo soccorso arrivarono Brigitte Bardot che riuscì ad mandarle del denaro attraverso una raccolta fondi mentre l'amica Grace Kelly provò a intercedere presso i creditori. Non riuscendo ad appianare i debiti, il Castello fu venduto ma Grace riuscì a metterle a disposizione una villa a Monaco. Riuscì ad ottenere che i figli di Joséphine fossero a carico della Croce Rossa monegasca mentre la stessa Joséphine poté continuare ad esibirsi ai gran galà annuali della stessa Croce Rossa.
Nel maggio 1968 fu presente nelle prime file del corteo nella grande manifestazione a sostegno di De Gaulle.
Gli anni 1970 segnarono una nuova fase di successo, con spettacoli in tutta Europa e negli Stati Uniti. Lo spettacolo Joséphine tenutosi a Parigi nel 1975 fu patrocinato dalla Principessa Grace, dal Principe Ranieri III e da Jackie Onassis. Dopo una rappresentazione della sua ultima revue a Parigi, l'11 aprile 1975 la Baker fu trovata esanime e morì poche ore dopo per un'emorragia cerebrale.

## Vita privata

### Infanzia

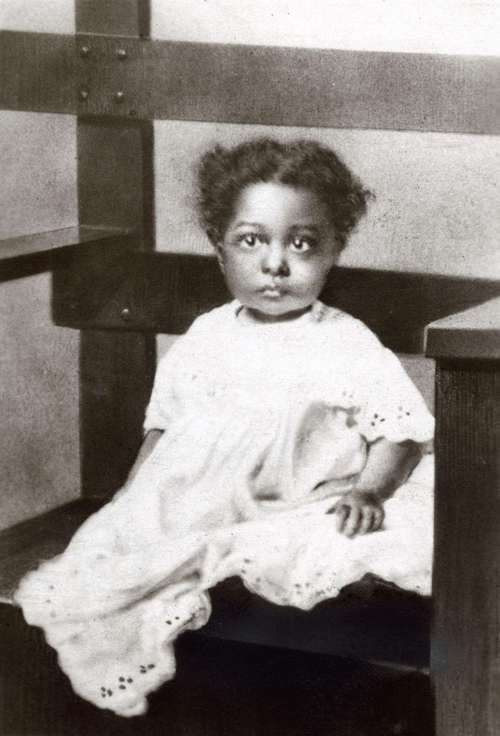
Josephine Baker da bambina

Freda Josephine McDonald nacque a St. Louis nel Missouri, il 3 giugno 1906.
La madre, Carrie McDonald, era una lavandaia che aveva abbandonato le aspirazioni di divenire una ballerina. Era stata adottata nel 1886 a Little Rock in Arkansas, da Richard ed Elvira McDonald, entrambi ex schiavi di origine afroamericana e amerinda.
Il padre, Eddie Carson, era un batterista vaudeville che abbandonò Carrie e Josephine subito dopo la nascita del fratello Richard, avvenuta nel 1907. La madre si sposò in seguito con Arthur Martin, un disoccupato cronico, e da lui ebbe un altro figlio ed altre due figlie: Richard, Margaret e Willie Mae.
Josephine visse i primi anni della vita nel quartiere di Chestnut Valley di St. Louis, un'area povera adiacente alla Union Station, una zona principalmente costituita da appartamenti sprovvisti di servizi igienici, affittacamere per persone di basso reddito, sale scommesse e bordelli. Era una bambina vestita male, affamata, e, per spirito di sopravvivenza, sviluppò l’astuzia della strada giocando sui binari della vicina stazione.
Data l'incapacità del patrigno di sostentare la famiglia, Josephine andò a vivere con la nonna Elvira, fino a quando non fu ella stessa capace di mantenersi con un lavoro proprio. All’età di otto anni, Joséphine iniziò a lavorare come domestica e baby-sitter per alcune famiglie bianche, venendo spesso trattata male. Nonostante questo riuscì, comunque, al tempo stesso, a continuare a frequentare la scuola.
Nel 1917, all'età di 11 anni, una terrorizzata Josephine McDonald si trovò ad assistere in prima persona alle violenze razziali di East St. Louis.
Abbandonò la scuola a 12 anni per iniziare a fare la cameriera, l'anno successivo, presso l'Old Chauffeur's Club. A quel tempo, Baker viveva per strada a causa dei disaccordi con sua madre, che non incoraggiava i suoi sogni di diventare un'intrattenitrice.

### Famiglia
Sposata quattro volte, la vita amorosa di Joséphine Baker fu molto tumultuosa. Molti sono stati gli "uomini della sua vita", con i quali si è sposata o ha avuto una relazione duratura:
- Willie Wells: matrimonio nel 1919, separazione nel 1920. A 13 anni, lavorando come cameriera in un club[31] prima conobbe e poi si sposò con un facchino, Willie Wells; il matrimonio durò solo pochi mesi[41]. La loro unione terminò con la bottiglia di birra che Josephine gli fracassò sulla testa[42].
- William Howard Baker: 1921 matrimonio, 1923 separazione. In tour nel nord degli Stati Uniti si sposò, a quindici anni nella città di Filadelfia, con William Baker, un fattorino di albergo. La famiglia di William disapprovava l'unione con una ragazza del mondo dello spettacolo, minorenne e che era di pelle più scura dei Baker. Josephine fece un'audizione per un musical di Broadway, ma non fu presa a causa della sua giovane età. Nonostante questo, imperterrita, lasciò il marito e andò a comunque a New York[43].

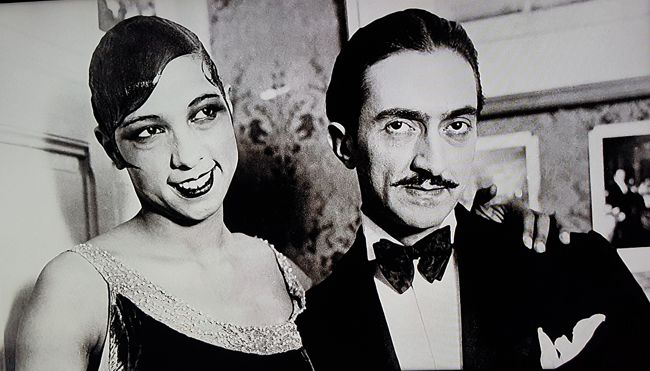
Josephine Baker con Giuseppe Abatino nel 1927

- Giuseppe Abatino detto "Pepito": relazione tra il 1926 e il 1936. La conobbe appena ventenne proponendosi come suo manager, iniziando un sodalizio professionale e nella vita privata che sarebbe durato dieci anni. L'unione tra l'attrice e il sedicente conte italiano non fu mai formalizzata perché lei era ancora sposata con Willie Baker. Ciò non impedì alla coppia di annunciare alla stampa di essersi sposata nel giugno del 1927. Josephine e Pepito, raccontarono diverse storie del matrimonio. La stampa era scettica, ma il New York Amsterdam News, un giornale dedicato alla comunità afroamericana di New York, riconobbe il matrimonio come realmente celebrato. Un anello di diamanti da 16 carati non riuscì a convincere un pubblico dubbioso e la finzione fu presto abbandonata[43]. Pepito le organizzò una tournée mondiale che iniziò nel marzo 1928 e che toccò Austria, Ungheria, Jugoslavia, Danimarca, Romania, Cecoslovacchia, Germania, Paesi Bassi, Argentina, Cile, Uruguay e Brasile contribuendo in modo significativo alla promozione di Josephine come artista e alla vendita dei suoi dischi[44]. Durante la tournée, in Ungheria, Pepito, per far fronte alle insistenti avances del capitano di cavalleria, Andrew Czlovoydi lo sfidò a duello. I duellanti si sfidarono in un cimitero, alla presenza di Josephine, la quale, dopo una leggera ferita inflitta a Pepito intervenne per interrompere il combattimento[45]. Dopo la tournée, grazie a Pepito, Josephine riuscì a essere interprete dell'operetta La Créole (1935) e a far parte del cast dello spettacolo di Broadway Ziegfeld Follies of 1936. Tuttavia, il desiderio di Josephine di tornare nel paese natio, per farsi un nome a Broadway si concluse con un fallimento in quanto non ottenne un ruolo da protagonista. Rendendosi conto che sicuramente non apparteneva a quel posto, tornò a Parigi per interpretare una nuova rivista alle Folies Bergères. Pepito morì improvvisamente subito dopo, nella primavera del 1936[46].

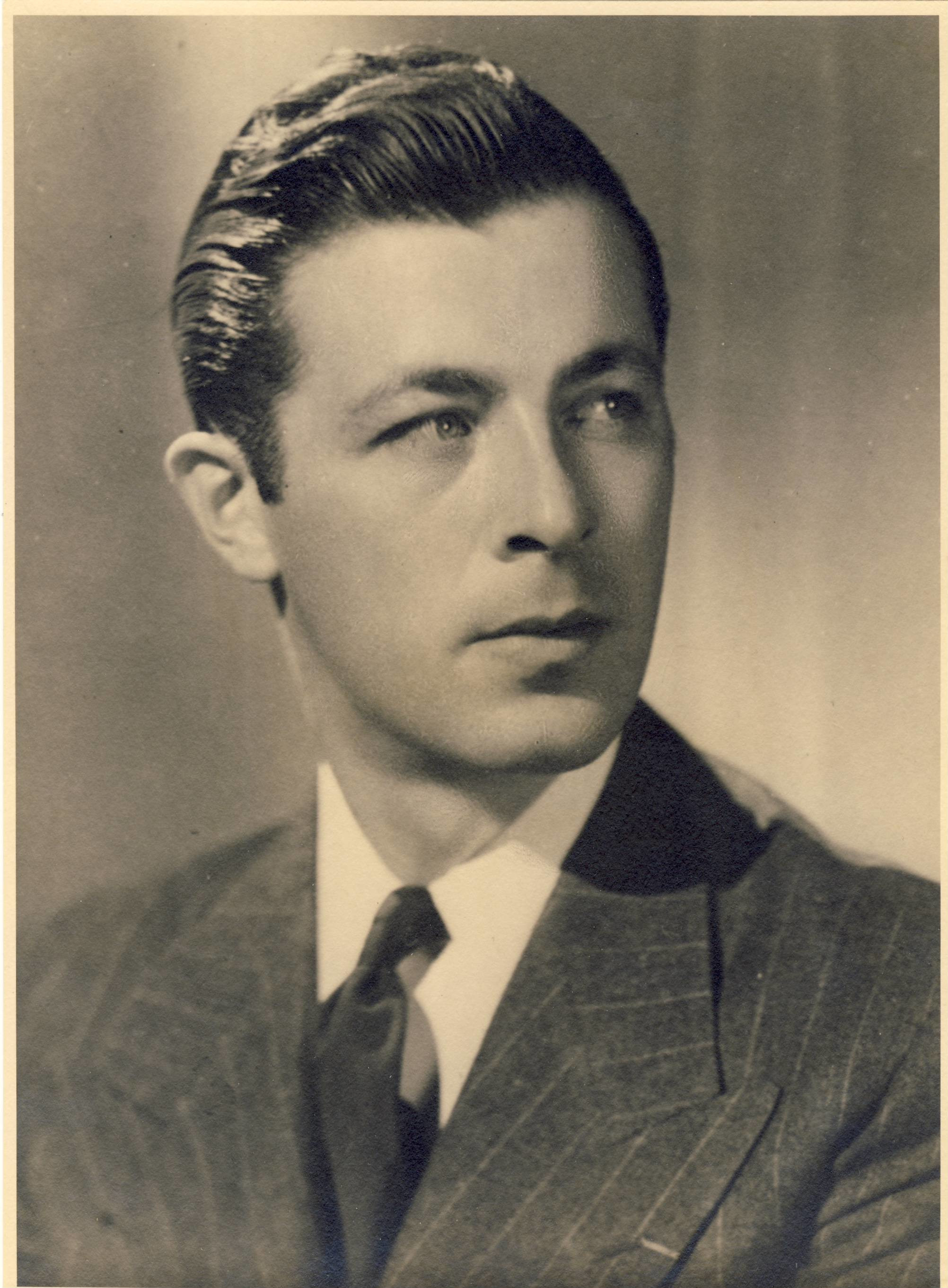
Jean Lion

- Jean Lion: matrimonio nel 1937, divorzio nel 1940. Industriale di origine ebrea che fece fortuna con la raffinazione dello zucchero[47] si sposò con Josephine il 30 novembre 1937 a Crèvecœur-le-Grand. Per il matrimonio, Josephine si convertì all'ebraismo e ottenne la cittadinanza francese[9]. Con l'acquisizione della cittadinanza aggiunse l'accento al suo nome, cambiandolo così da Josephine a Joséphine[48].

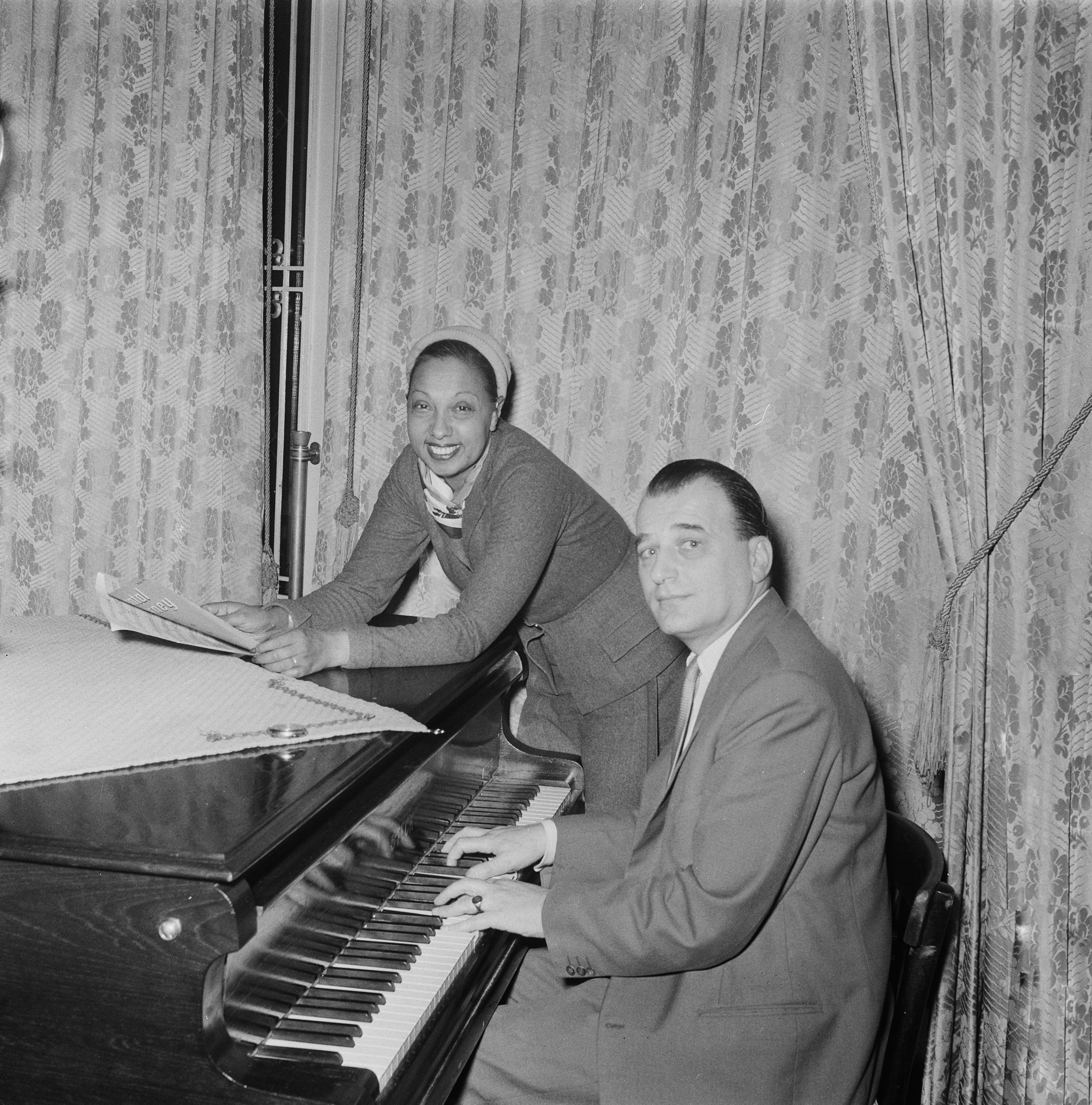
Joséphine Baker e Jo Bouillon ad Amsterdam nel 1954.

- Jo Bouillon: matrimonio nel 1947, separazione nel 1957, divorzio nel 1961. Originario di Montpellier, come direttore d'orchestra accompagnò Georgius, Mistinguett, Maurice Chevalier sia a Parigi che in tournée. Accompagnò anche e Joséphine, così si conobbero e si sposarono. Dopo il matrimonio andarono a vivere al castello des Milandes. Dato che nel 1941, lei fu vittima di un aborto spontaneo, al quale ne conseguì un'isterectomia[49], insieme vollero realizzare il progetto di adottare bambini di nazionalità, culture e religioni diverse. Questo per provare che la convivenza di diverse "razze" fosse una cosa possibile. Adottarono dodici bambini che diventarono la loro "tribù arcobaleno"[50]. In ordine di adozione[51] questi furono: 
  - Jeannot (nato Teruya in Giappone)[52][53];
  - Akio (nato in Giappone)[54][55];
  - Jari (nato in Finlandia)[54][56];
  - Luis (nato in Colombia)[57];
  - Jean-Claude (nato in Francia)[58][N 2];
  - Moïse (nato Alain Jean-Claude in Francia, di religione ebraica)[60][N 3]:
  - Marianne (nata in Algeria, di origine francese)[56];
  - Brian (nato Brahim in Algeria, di origine berbera)[55][61];
  - Koffi (nato in Costa d'Avorio)[56];
  - Mara (nato in Venezuela)[62];
  - Noël (nato in Francia)[63];
  - Stellina (nata in Marocco, adottata in Francia)[51].

Joséphine e Jo si separarono nel 1957 e divorziarono nel 1961. Lui si ritirò a Buenos Aires dove aprì nel quartiere di Palermo un ristorante francese chiamato El Bistrò.
- Robert Brady: relazione dal 1973 al 1974. Era un artista e collezionista d’arte statunitense e Joséphine lo conobbe nel 1967 a Città del Messico, stringendo una stretta amicizia. Divorziata dal quarto marito, lei era in cerca di compagnia a un livello più platonico. Robert la pensava allo stesso modo e durante un viaggio ad Acapulco, in Messico, nel settembre 1973, entrarono in una chiesa vuota e si scambiarono le promesse matrimoniali. Sebbene non fosse presente nessuno e non si fossero mai uniti legalmente, lei e Brady si lasciarono un anno più tardi ma mantennero un legame personale importante per il resto della vita. Joséphine raccontò a pochissime persone dello pseudo matrimonio, temendo che la stampa lo mettesse in ridicolo[66]. Molte delle opere collezionate da Brady sono oggi nel museo situato a Cuernavaca e che porta il suo nome, nel quale si possono trovare anche il letto di Joséphine e una loro foto insieme, tra tante altre di Brady con altri artisti[67].

### Relazioni
Joséphine era bisessuale. Anche se sposata con diversi uomini, durante la sua vita ha avuto anche relazioni sentimentali extraconiugali sia con uomini che con donne. Tuttavia, non ha mai rivelato il proprio orientamento sessuale al pubblico .Tra le varie relazioni possono essere citate:
- Clara Smith cantante blues, 1920. Cantante di successo, con all'attivo più di 100 canzoni con collaborazioni con Louis Armstrong, assunse la giovane Josephine Baker come guardarobiera scegliendo di farle da mentore nel mondo dello spettacolo. Josephine, nel gergo del vauderville nero divenne la lady lover, una sorta di protetta e al tempo stesso amante[70][71][72].
- Evelyn Sheppard detta Little Shep, attrice, 1922. Coetanea di Josephine, nel cast di Shuffle Along, avrebbe condiviso la stanza con la stessa Josephine[70][72][73].
- Georges Simenon, scrittore, 1925-1927. Con lo scrittore ebbe una lunga relazione extraconiugale della quale, molto probabilmente, erano a conoscenza sia Tigy, la moglie di lui che Pepito, il compagno di lei conosciuto un anno dopo l'inizio della relazione con lo scrittore. Si conobbero quando entrambi, ancora poco famosi, frequentavano gli stessi ambienti della Parigi notturna. La relazione fu molto passionale e basata sull'attrazione fisica e terminò per l'incapacità di Simenon di stare vicino a una donna la cui fama cresceva di giorno in giorno[70][72][74][75].
- Le Corbusier, architetto, 1929. Le Corbusier incontrò per la prima volta Baker su un transatlantico, in rotta dal Brasile alla Francia. Di quell'incontro vi è traccia nel diario dell'architetto che vi scrisse che scoppiò in lacrime quando la sentì cantare Baby. Ne seguì un flirt durante il quale furono realizzati diversi schizzi di Josephine, tra cui alcuni di natura fortemente erotica[76].
- Frida Kahlo, pittrice e scrittrice, 1939. Di questa relazione non c'è nessuna certezza ma solo un indizio ripreso da numerose fonti dovuto alla prova di un loro incontro avvenuto in un night club[72][77][78].
- Bessie Allison Buchanan, politica, 1951. Prima donna afroamericana ad avere un seggio all'Assemblea dello Stato di New York, conobbe Joséphine in quanto entrambe nel cast di Shuffle Along. Erano allo stesso tavolo durante l'incidente dello Stork Club. Insieme organizzarono i picchetti di protesta seguiti all'evento e, nello stesso periodo ebbero una breve relazione[70][72][79] .

Altre relazioni note sono state quelle con la ballerina Mildred Smallwood, la cantante jazz Ada "Bricktop" Smith e con la scrittrice Colette.

### Bisessualità e omofobia
Joséphine per proteggersi da potenziali attacchi personali, ha tenuto sempre nascosta al pubblico la propria bisessualità. Nonostante questo e nonostante il suo impegno contro il razzismo, in particolare con la sua partecipazione attiva ad alcune azioni del movimento americano per i diritti civili, ha dato prova di omofobia cacciando di casa uno dei suoi figli, Jary, dopo aver scoperto che aveva fatto sesso con un altro ragazzo. Joséphine lo mandò a vivere col padre in Argentina, temendo che con la sua omosessualità potesse "contaminare" gli altri fratelli.

## Morte
Il 10 aprile 1975, nel pomeriggio, Joséphine aveva un appuntamento con un giornalista. Lélia Scotto, nipote di Pepito, che in quel periodo alloggiava con Joséphine, andò a svegliarla per l'appuntamento. Joséphine stava dormendo così profondamente che la giovane esitò a disturbarla. Aspettò un po' e poi decise che era scortese far aspettare il giornalista più a lungo. Lélia cercò di svegliarla senza riuscirci perché, circa un'ora prima, verso le 16:00, Joséphine era entrata in coma a causa di un ictus. Fu chiamata un'ambulanza per trasportare Joséphine al Pitié-Salpêtrière, un ospedale nelle vicinanze.
Sia la Principessa Grace che la sorella di Joséphine, Margaret, si precipitarono in ospedale per accertarsi delle condizioni di Joséphine. I medici riferirono che c'era una probabilità del 70% che Joséphine potesse essere una persona con disabilità se avessero eseguito un intervento chirurgico. Margaret si rifiutò di farla operare, sapendo che sua sorella non sarebbe mai stata felice se non avesse potuto camminare o parlare. Joséphine morì in ospedale, sabato 12 aprile, verso le 5:00 del mattino. La Principessa Grace emise una dichiarazione alla stampa, assicurando a tutti coloro che avevano amato Joséphine che gli ultimi anni della stella erano stati felici.
Sul letto dell'hotel dove Joséphine era entrata in coma, c'era una pila di giornali. Pare che prima della morte, Joséphine stesse godendo delle entusiastiche recensioni del suo ultimo trionfo. All'età di 21 anni, Joséphine disse a Marcel Sauvage, quello che sarebbe diventato uno dei suoi biografi:
Aveva realizzato quell'obiettivo e, anche se il suo certificato di morte come causa indicava "emorragia cerebrale", molte delle persone che la conoscevano bene vollero credere che fosse morta di gioia per il suo ritorno trionfale sul palcoscenico parigino.

### Il funerale
Il giorno dei suoi funerali, più di 20.000 persone si radunarono lungo le strade di Parigi per assistere al corteo, e il governo francese le rese gli onori con una salva di 21 colpi di cannone, rendendo Baker la prima donna statunitense nella storia a ricevere gli onori militari francesi. Tra le personalità presenti alle esequie, tenutesi alla chiesa della Madeleine, oltre alla cara amica Grace Kelly, furono presenti il ministro della cultura e della comunicazione Michel Guy, il Gran Cancelliere della Legion d'onore generale Alain de Boissieu, e l'attrice italiana Sophia Loren. Anche se Joséphine Baker si era convertita al giudaismo, per tutta la vita aveva mantenuto la fede cattolica tanto che i funerali si svolsero con rito cattolico.

### La sepoltura
Dopo il funerale parigino, Joséphine Baker fu sepolta nel cimitero del Principato di Monaco indossando l'uniforme militare francese con le medaglie ricevute per il suo ruolo nella Resistenza francese.
Il 30 novembre 2021 Joséphine Baker è entrata solennemente nel mausoleo del Pantheon di Parigi, fra i grandi di Francia. Il suo cenotafio, contenente una porzione di terra proveniente da Saint Louis, sua città natale, una da Parigi, sua città di adozione, e una dal Principato di Monaco, dove riposano le sue spoglie, è stato accolto dal Presidente della Repubblica francese Emmanuel Macron.

## Riconoscimenti
Nel 1994 l'Unione Astronomica Internazionale rese omaggio a Joséphine Baker intitolandole un cratere sulla superficie del pianeta Venere: il Cratere Baker.
Nel giugno 2006 – a 100 anni dalla nascita – il sindaco di Parigi, Bertrand Delanoë, decise di intitolarle la Piscina Municipale sulla Senna, nel 13º arrondissement, inaugurata il mese successivo.

## Filmografia
- La Folie du jour, regia di Joe Francis (1927)
- Die Frauen von Folies Bergères, regia di Joe Francis e Max Obal (1927) (versione tedesca di La Folie du jour)
- La Revue des revues, regia di Joe Francis (1927)
- La sirena dei tropici (La Sirène des tropiques), regia di Mario Nalpas e Henri Étiévant (1927)
- Le Pompier des Folies Bergères, cortometraggio, regista anonimo (1930)
- Zouzou, regia di Marc Allégret (1934)
- La principessa Tam Tam (Princess Tam Tam), regia di Edmond T. Gréville (1935)
- È arrivata la fortuna (Moulin Rouge), regia di André Hugon e Yves Mirande (1940)
- Fausse alerte, regia di Jacques de Baroncelli (1945)
- An jedem Finger zehn, regia di Erik Ode (1954)
- Carosello del varietà, regia di Aldo Bonaldi e Aldo Quinti (1954)
- Acht nach 8, serie tv (1973)

## Spettacoli teatrali

### Rivista
- Shuffle Along (Daly's 63rd Street Theatre, New York, 1921)
- The Chocolate Dandies (Colonial Theatre, New York, 1924)
- Revue nègre (Théâtre des Champs-Élysées, Parigi, 1925)
- Paris Qui Remue (Casino de Paris, Parigi, 1930)
- La Joie de Paris, (itinerante, 1932)
- Ziegfeld Follies of 1936 (Broadway theatre, New York, 1936)
- En Super-Folies, (Folies Bergère, Parigi, 1936)
- Paris-London, (Casino de Paris, Parigi, 1939)
- Josephine Baker and Her International Revue, (Carnegie Hall, New York, 1973)
- Josephine (Bobino, Parigi, 1975)

### Operetta
- La Créole, (Théâtre Marigny, Parigi, 1935)

## Discografia

### 78 giri
- 1926 – Who?/That Certain Feeling (Odeon, 49.170)
- 1926 – I Wonder Where My Baby Is To-Night/Bam Bam Bammy Shore (Odeon, 49.174)
- 1926 – That Certain Feeling/I Wonder Where My Baby Is To-Night? (Parlophone, R 3232)
- 1927 – Pretty Little Baby/Where Did You Get Those Eyes? (Odeon, A166031)
- 1927 – Bye Bye Blackbird/I'm Leaving For Albany (Odeon, 166.033)
- 1927 – Lonesome Love Sick Blues/I Love Dancing (Odeon, A166040)
- 1930 – La Petite Tonkinoise/J'ai Deux Amours (Columbia, DF-229)
- 1930 – Suppose!/Pretty Little Baby (Columbia, DF-230)
- 1930 – Voulez-Vous De La Canne A Sucre?/Dis-Moi Joséphine? (Columbia, DF-228)
- 1931 – Pardon Si Je T'importune/Aux Îles Hawaï (Columbia, DF-406)
- 1931 – Love Is A Dreamer/King For A Day (Columbia, DF-407)"
- 1931 – You're Driving Me Crazy!/You're The One I Care For (Columbia, DF-709)
- 1931 – Madiana/Mon Rêve C'Était Vous! (Columbia, DF-711)
- 1932 – Si J'Étais Blanche/Les Mots D'Amour (Columbia, DF-1070)
- 1932 – Sans Amour/Ram-pam-pam (Columbia, DF-1071)
- 1932 – Sans Amour/Si J'Étais Blanche (Columbia, DF-1180)
- 1933 – Madiana/Les Mots D'Amour (Columbia, DF-1192)
- 1933 – If I Were White/Madiana (Columbia, DB-1175)
- 1934 – C'est Lui!/Haïti (Columbia, DF-1623)
- 1935 – Sous Le Ciel D'Afrique/Espabilate (Columbia, DF-1814)
- 1936 – Nuit d'Alger/Doudou (Columbia, DF-2026)
- 1936 – Partir Sur Un Bateau Tout Blanc/Nuits De Miami (Columbia, DF-2027)
- 1936 – Mayari/La Conga Blicoti (Columbia, BF-30)
- 1937 – Vous faites partie de moi/C'est si facile de vous aimer (Columbia, DF-2130)
- 1937 – C'est un nid charmant/Toc-toc partout (Columbia, DF-2116)
- 1937 – Comme une banque/J'ai peur de rêver (Columbia, DF-2263)
- 1937 – I'm feelin' like a million/A message from the man in the moon (Columbia, DB-1743)
- 1937 – J'ai Un Message Pour Toi/Bonsoir My Love (Columbia, DF-2275)
- 1937 – J'Attends Votre Retour/Plus Tard (Columbia, DF-2293)
- 1937 – Afraid To Dream/The Loveliness Of You (Columbia, DB-1742)
- 1939 – De Temps En Temps/Sur Deux Notes (Columbia, DF-2576)
- 1940 – Tu Reverras Les Beaux Jours/Tout N'est Qu'un Chant D'amour (Columbia, DF-2691)
- 1940 – London Town/If You Were The Only Girl In The World (Columbia, DF-2692)
- 1948 – Paris, Paris/Boneca De Pixe (Telefunken, A17003)
- 1948 – You're The Greatest Love/Princesse Sans Amour (Telefunken, A17004)
- 1949 – Revoir Paris/Minuit (Pacific, 3283)
- 1949 – Bahiana/Olele Olela (Pacific, 3284)
- 1949 – Paris, Paris/Romance Aux Etoiles (Pacific, 3298)
- 1950 – Serenade Celeste/Pecadora (Pacific, 3391)
- 1950 – Peg De Mon Cœur/Y A Pas Trois Moyens (Pacific, 3522)
- 1951 – C'est Si Facile De Vous Aimer/Vous Faites Partie De Moi (Columbia, 4097-F)
- 1951 – Bonsoir My Love/J'Attends Votre Retour (Columbia, 4098-F)
- 1953 – J'ai deux amours/Ma tonkinoise (Columbia, BF-573)

### 45 giri
- 1956 – J'ai deux amours/Dans Mon Village (Columbia, SCRF 201)
- 1959 – Die Regenbogenkinder/Don't Touch Me Tomato (Ariola, 35 399 A)
- 1959 – Paris Mes Amours/Avec (RCA, 47g 615)
- 1960 – Le Marchand De Bonheur/Mon P'Tit Bon Homme (RCA, 45N 1051)
- 1960 – Don't Touch My Tomatoes/Sonny Boy (RCA, 45N 1059)
- 1960 – La Seine/Clopin-Clopant (RCA, 45N 1084)

### EP
- 1956 – Dis-Moi Joséphine (7", 45 giri) (Columbia, ESRF 1081)
- 1957 – Revoir Paris (7", 45 giri) (Pacific, 90 301 B)
- 1958 – Minuit (7", 45 giri) (Pacific, 90 331 B)
- 1959 – N°1 (7", 45 giri) (RCA, 76 320)
- 1959 – N°2 (7", 45 giri) (RCA, 76 321)
- 1959 – Le Marchand De Bonheur (7", 45 giri) (RCA, 76 362)
- 1959 – Chante Les Succès Immortels (7", 45 giri) (RCA, 76 372)
- 1961 – Quatre Chansons De Paris (7", 45 giri) (RCA, 76 491)
- 1961 – J'ai Deux Amours (7", 45 giri) (Columbia, ESRF 1317)
- 1961 – Une Soirée Avec... (7", 45 giri) (Gala Des Variétés, G. 103)

### LP
- 1951 – Josephine Baker (Columbia, FL 9532)
- 1951 – Chansons Américaines (Columbia, FL 9533)
- 1951 – Encores Américaines (Columbia, FL 9543)
- 1952 – The Inimitable Josephine Baker (Mercury, MG 25105)
- 1952 – Avec Josephine Baker (Mercury, MG 25151)
- 1953 – Joséphine Baker (Columbia, 33 FS 1023)
- 1959 – Chante L'Amour (Guilde Du Jazz, P.1219)
- 1959 – Paris Mes Amours (RCA, 130.101)
- 1960 – The Fabulous Joséphine Baker (RCA Victor Red Seal, LM-2427)
- 1960 – Marchande De Bonheur (RCA, 130.104)
- 1961 – Chante Paris (RCA, 430.058)
- 1963 – Josephine Baker At Tivoli (Metronome, MLP 15133)
- 1964 – De New-York A Paris - Enregistrement Public à L'Olympia (RCA, 430.164 S)
- 1967 – Josephine Baker (Egrem, LD-3213)
- 1968 – Olympia - Palmarès Des Chansons (Columbia, CCTXHS 240.684)

#### Pubblicazioni postume
- 1975 – Josephine À Bobino 1975 (Disques Festival, FLD 643), album doppio
- 1984 – Josephine Baker At Carnegie Hall (AEI Records, AEI 2115)

### Annotazioni
1. ↑  Nel 1964, Joséphine ritorna negli Stati Uniti per sostenere il movimento dei diritti civili del pastore Martin L. King. Una scelta che sembra spiacere alle Sorelle di "La Nouvelle Jérusalem", poiché lo stesso anno è radiata dal registro della Loggia, ufficialmente per non aver pagato la sua quota sociale.[23]
2. ↑  Da non confondersi con Jean-Claude Baker, pseudonimo di Jean-Claude Julien Léon Tronville,[59] giovane all'epoca indigente, che ha passato molto tempo con la famiglia Bouillon-Baker ed è stato coautore del libro pubblicato nel 2001 e intitolato Josephine Baker: The Hungry Heart.
3. ↑  Nel dicembre del 1954, Josephine Baker chiese a Moshe Shapira, rabbino molto influente in Israele, di poter adottare un bambino ebreo, al fine di aumentare la diversità all'interno della sua famiglia. Ma al suo rifiuto, sostenuto dal fatto che la priorità era popolare il suo giovane Paese, Joséphine e Jo adottarono Moïse, un parigino che fu convertito al giudaismo.[60]

### Fonti
1. ↑  (FR) Joséphine Baker 1906 - 1975, su cheminsdememoire.gouv.fr, Ministero delle forze armate. URL consultato il 19 marzo 2024.
2. ↑  (FR) Joséphine Baker 1906 - 1975, su servicehistorique.sga.defense.gouv.fr, Ministero delle forze armate - Servizio storico della Difesa. URL consultato il 19 marzo 2024.
3. 1 2 3 4 5 6 7  (FR) Yvan Gastaut, Joséphine Baker, su legiondhonneur.fr, Grande Chancellerie de la Légion D'Honneour. URL consultato il 1º agosto 2023.
4. ↑   Baker, Josephine, in Treccani.it – Enciclopedie on line, Roma, Istituto dell'Enciclopedia Italiana.
5. ↑  (EN) Josephine Baker, su girlmuseum.org, Girl Museum, 5 settembre 2021. URL consultato il 4 agosto 2024.
6. ↑  (EN) Lauren Michele Jackson, Josephine Baker Was the Star France Wanted-and the Spy It Needed, in The New Yorker, 8 agosto 2022.
7. ↑  (EN) Heike Mund e Paula Onusseit, Josephine Baker: Dancer, spy and activist, su dw.com, Deutsche Welle, 18 maggio 2023. URL consultato l'11 luglio 2023.
8. ↑   Maria Zaniboni, Il suo amore per Parigi era anche amor di patria, in Historia, vol. 298, Industrie Grafiche Cino del Duca S.p.A., dicembre 1982,  p. 118.
«A spettacolo finito, la coda degli ammiratori che l'aspettano all'uscita si fa sempre più lunga e sempre in prima fila ce n'è uno più insistente degli altri: un giovane giornalista belga, Georges Simenon...»
9. 1 2  (FR) Marine Chailloux, Et Joséphine Baker devint française à Crèvecoeur-le-Grand, su francebleu.fr, 30 novembre 2021. URL consultato il 20 ottobre 2024.
10. ↑  (FR) Jacques Abtey, La Guerre secrète de Josephine Baker, Siboney, 1948.
11. 1 2 3 4  (EN) Damien Lewis, The Flame of Resistance: American Beauty. French Hero. British Spy, Quercus, 2022, ISBN 9781529416770.
12. ↑  Kevin Labiausse,  «Joséphine Baker au service de la France Libre» (archiviato dall'url originale il 18 novembre 2009)., Le Patriote résistant, octobre 2006.
13. ↑  (EN) Josephin Baker in Morocco, su marrakech-riad.co.uk. URL consultato il 27 luglio 2025.
14. 1 2 3  (EN) Mary L. Dudziak, Josephine Baker, Racial Protest, and the Cold War, in The Journal of American History, vol. 81, n. 2, settembre 1994,  pp. 543-570.
15. ↑  (EN) David Hinckley, Firestorm Incident at the Stork Club, 1951, in New York Daily News, 9 novembre 2004.
16. 1 2 3  (EN) Famous Friendships: Josephine Baker and Grace Kelly, su Grace Influencial. URL consultato il 21 aprile 2024.
17. ↑  (EN) Walter Winchell, in American Heritage, vol. 45, n. 7, novembre 1994.
18. ↑  (EN) Josephine Baker, in File number 62-95834, vol. 1, Federal Bureau of Investigation.
19. ↑  (EN) Josephine Baker, in File number 62-95834, vol. 2a, Federal Bureau of Investigation.
20. ↑  (EN) Josephine Baker, in File number 62-95834, vol. 2b, Federal Bureau of Investigation.
21. ↑  (EN) Lauren Michele Jackson, Josephine Baker was the star France wanted-and the spy it needed, in The New Yorker, 8 agosto 2022.
22. ↑  Dal film documentario tedesco Una diva nera in un mondo di bianchi di Annette von Wangenheim, trasmesso l'11 gennaio 2009 sul canale Arte
23. ↑  (FR) Marc de Jode, Monique Cara e Jean-Marc Cara, Dictionnaire universel de la Franc-Maçonnerie, Parigi, Larousse, 2011, ISBN 9782035848406.
24. ↑  (FR) Daniel Recher, Jazz et franc-maçonnerie : une affaire de convergences - Schweizerische Grossloge Alpina, su freimaurerei.ch, 13 giugno 2015. URL consultato il 3 giugno 2025.
25. ↑  (EN) TV Plea of Brigitte Bardot Aids Josephine Baker Home, in The New York Times, 6 giugno 1964.
26. ↑  (EN) Janine Marsh, Chateau des Milandes, Dordogne, su The Good Life France. URL consultato il 21 aprile 2024.
27. 1 2  (EN) Historic Day for Josephine Baker will be Celebrated in Monaco, su Grace Influencial. URL consultato il 21 aprile 2024.
28. ↑   Roger Faligot, Joséphine Baker, notre agent à La Havane, in Vanity Fair, n. 8, febbraio 2014,  pp. 148-157.
29. ↑  (EN) Know Your History: Josephine Baker becomes first Black woman honored at the Pantheon in Paris, su aframnews.com, African-American News&Issues. URL consultato l'11 dicembre 2023.
30. 1 2 3  (EN) Matthew C. Whitaker, Icons of Black America: Breaking Barriers and Crossing Boundaries, vol. 1, Greenwood Icons, 2011,  pp. 63-72, ISBN 9780313376429.
31. 1 2 3 4 5  (EN) Josephine Baker, su biography.com, Hearst Digital Media. URL consultato il 27 marzo 2024.
32. ↑  (EN) Josephine Baker: Biography, su The Official Site of Josephine Baker. URL consultato il 22 marzo 2024.
33. ↑  (EN) Cary D. Wintz e Paul Finkelman, Encyclopedia of the Harlem Renaissance, A-J, Routledgr, 2004,  p. 93, ISBN 9781579584573.
34. ↑  (EN) Ian Wood, The Josephine Baker Story, MPG Books, 2000,  p. 14, ISBN 9781860742866.
35. ↑  (EN) Ian Wood, The Josephine Baker Story, MPG Books, 2000,  pp. 241-318, ISBN 9781860742866.
36. ↑  (EN) Allison Keyes, The East St. Louis Race Riot Left Dozens Dead, Devastating a Community on the Rise, su Smithsonian Magazine. URL consultato il 29 agosto 2021 (archiviato dall'url originale il 29 agosto 2021).
37. ↑  (EN) Racial memory: Clear as black and white, su St. Louis Public Radio, 27 giugno 2008. URL consultato il 29 agosto 2021 (archiviato dall'url originale il 29 agosto 2021).
38. 1 2  (EN) Hadley Hall Meares, Paris When It Sizzles: The Loves and Lives of Josephine Baker, in Vanity Fair, 2 settembre 2020.
39. ↑  (EN) Dasha Matthews, The Activism of Josephine Baker, su UMKC Women's Center, 26 febbraio 2018. URL consultato il 2 aprile 2024.
40. ↑  (FR) Terriennes e Isabelle Mourgere, Le Panthéon accueille Joséphine Baker, su information.tv5monde.com, TV5 Monde, 18 maggio 2021. URL consultato il 3 aprile 2024.
41. ↑  (EN) The extraordinary life of Josephine Baker, su webdoc.france24.com, France24. URL consultato il 30 luglio 2023.
42. ↑   Jean-Claude Baker e Chris Chase, Josephine Baker The Hungry Heart, Cooper Square Press, 2001,  p. 37, ISBN 9781461661092.
43. 1 2  (EN) Baker, Josephine (1906–1975), su encyclopedia.com, Encyclopedia.com. URL consultato il 16 marzo 2024.
44. ↑   La principessa Tam Tam e il sedicente conte. Pepito Abatino e Joséphine Baker una favola d’altri tempi, su italiastampa.it, 13 giugno 2020. URL consultato il 7 febbraio 2024.
45. ↑  (EN) Foreign News: Honor v. Shrieks, in Time, 28 maggio 1928.
46. ↑  (EN) Josephine Baker in the Pantheon, su aassdn.org, Amicale des Anciens des Services Spéciaux de la Défense Nationale. URL consultato il 18 febbraio 2024.
47. ↑  (FR) Joséphine Baker, une si proche héroïne, su culture-juive.fr, Cultures Juives en Partage - Centre d'Art et Culture Espace Rachi, 15 novembre 2021. URL consultato il 14 marzo 2024.
48. ↑  (EN) Gary Lee Kraut, Joséphine Baker Inducted Into the Pantheon (Video), su France Revisited, 17 dicembre 2021. URL consultato il 21 febbraio 2024.
49. ↑  (FR) Joséphine Baker, une icône française, Le Point, 3 giugno 2017.
50. ↑  (FR) Yves Denéchère, Vivre un idéal de fraternité universelle: la "Tribu arc-en-ciel" de Joséphine Baker, su canal-u.tv, Canal-U, 23 marzo 2012. URL consultato il 3 marzo 2024.
51. 1 2  (FR) Yves Denéchère, Joséphine Baker et sa « tribu arc-en-ciel », au nom de la fraternité universelle, su The Conversation, 22 novembre 2021. URL consultato il 22 marzo 2024.
52. ↑  (ES) José-Louis Bocquet e Catel Muller, Josephine Baker, Salamandra Graphic, 2022,  p. 549, ISBN 9788418621727.
53. ↑  (EN) In conversation with Jeannot Bouillon: one of Josephine Baker's twelve children, su montecarlosbm.com, Monte Carlo Société des Bains de Mer, 29 marzo 2022. URL consultato il 14 marzo 2024.
54. 1 2 3 4  (EN) Theile Von Merlind, Josephine Baker's Rainbow Tribe, in Spiegel International, 2 ottobre 2009.
55. 1 2  (FR) Rania Hoballah, Joséphine Baker au Panthéon: 5 maris, 12 enfants, une vie personnelle digne d'un roman, TF1.
56. 1 2 3  (FR) Anne-Laure Abraham, Villiers: Joséphine Baker et sa «tribu arc-en-ciel» racontées par sa fille, in Le Parisien, 17 febbraio 2019.
57. ↑  (ES) Joséphine Baker, la “Venus de Ébano”, entra al Panteón de los héroes franceses, in el Colombiano, 1º dicembre 2021.
58. ↑  (EN) Nora G. Fornés, Joséphine Baker’s son: 'For us, her most obvious legacy is tolerance, in El País, 17 novembre 2022.
59. ↑  (EN) Ralph Blumenthal, Jean-Claude Baker, 'Son' of Josephine Baker, Is Remembered, in The New York Times, 22 gennaio 2015.
60. 1 2 3  (FR) Une pétition pour la panthéonisation de Joséphine Baker, diva aux 1 000 visages, in The Times of Israel, 17 giugno 2021.
61. ↑  (EN) Lauren Collins, A son sends Josephine Baker to the Panthéon, in The New Yorker, 5 dicembre 2021.
62. ↑  (FR) Ma mère, Madame Joséphine Baker, in Le Pays, 25 novembre 2021.
63. ↑  (FR) Clément Mathieu, Dans les archives de Match - Quand Joséphine Baker faisait du "bébé des poubelles" son enfant de Noël, in Paris Match, 25 dicembre 2021.
64. ↑  (FR) Joséphine Baker: 7 choses que vous ne savez (peut-être) pas sur l'icône panthéonisée, su cnews.fr. URL consultato il 1º dicembre 2021.
65. ↑  (ES) data 5 novembre 2000, Venus era de ébano, in La Nacion.
66. ↑  (EN) Bennetta Jules-Rosette, Josephine Baker in Art and Life: The Icon and the Image, University of Illinois Press, 2007,  p. 269, ISBN 9780252074127.
67. ↑  (EN) Stephen Drucker, Cuernavaca's Secret Gardens, in The New York Times, 15 maggio 1994.
68. ↑  (EN) Marjorie Garber, Bisexuality and the Eroticism of Everyday Life, Taylor & Francis, 2013, ISBN 9781136612848.
69. 1 2 3  (EN) Lester Q. Strong, Baker, Josephine (1906-1975) (PDF), in Encyclopaedia of Gay, Lesbian, Bisexual, Transgender and Queer Culture, 2006.
70. 1 2 3 4 5 6 7 8  (EN) Leister Q. Strong, Josephine Baker’s Hungry Heart, in The Gay & Lesbian Review, settembre 2006.
71. ↑  (EN) Kelly Mass, Josephine Baker - The Life and Career of a Famous French Actress, Efalon Acies, 2024, ISBN 9791222494876.
72. 1 2 3 4 5 6 7  (EN) Khalid Elhassan, 40 Fascinating Facts About the Fabulous Josephine Baker, su historycollection.com, History Collection, 2 luglio 2019. URL consultato il 19 marzo 2024.
73. ↑   Jean-Claude Baker e Chris Chase, Josephine Baker The Hungry Heart, Cooper Square Press, 2001,  p. 60, ISBN 9781461661092.
74. ↑   Giuseppe Scaraffia, Joséphine Baker e Georges Simenon: la pantera che lo scrittore non riuscì a domare, in iO Donna, 21 luglio 2018.
75. ↑  (EN) Pierre Assouline, Simenon, A Biography., Knopf, 1997,  pp. 74-76, ISBN 9780679402855.
76. ↑  (EN) Ellis Woodman, Le Corbusier burst into tears when he heard Josephine Baker sing 'Baby', in The Architectural Review, 4 giugno 2014.
77. ↑  (EN) Maev Kennedy, Frida Kahlo's love letters to José Bartoli to be auctioned in New York, in The Guardian, 9 aprile 2015.
78. ↑  (EN) Corinna Nicole, When Frida Kahlo Set Her Eyes on Josephine Baker, su owlcation.com, Owlcation, 18 novembre 2023. URL consultato il 21 aprile 2024.
79. ↑  (EN) Harlem’s Bessie Allison Buchanan First Black Woman To Be New York State Legislature, 1940’s, in Harlem World, 16 dicembre 2020.
80. ↑  (EN) editore Chicago Review PR Peggy Caravantes, The Many Faces of Josephine Baker: Dancer, Singer, Activist, Spy, 2015, ISBN 9781613730348.
81. ↑  (EN) Thousands Mob Funeral of Josephine Baker in Paris, in The New York Times, 16 aprile 1975.
82. ↑   Joséphine Baker entra al Pantheon, prima donna nera, su Agi, 28 novembre 2021. URL consultato il 9 agosto 2023.
83. ↑  (EN) Planetary Names: Crater, craters: Baker on Venus, su planetarynames.wr.usgs.gov. URL consultato il 4 agosto 2024.
84. 1 2 3  (FR) Yvan Gastaut, Joséphine Baker ou les chemins complexes de l’exemplarité, su theconversation.com, The Conversation, 31 agosto 2021. URL consultato l'11 luglio 2023.